# Les Amies
Les Amies est une plaquette de poèmes de Paul Verlaine publiée clandestinement sous le pseudonyme de Pablo de Herlagnez vers la fin de 1867 avec la date de 1868 sur la page de titre. Elle rassemble six sonnets, la plupart érotiques, consacrés à l'homosexualité féminine. C'est le deuxième recueil publié par Verlaine après Poèmes saturniens paru en 1866.

## Genèse et histoire éditoriale

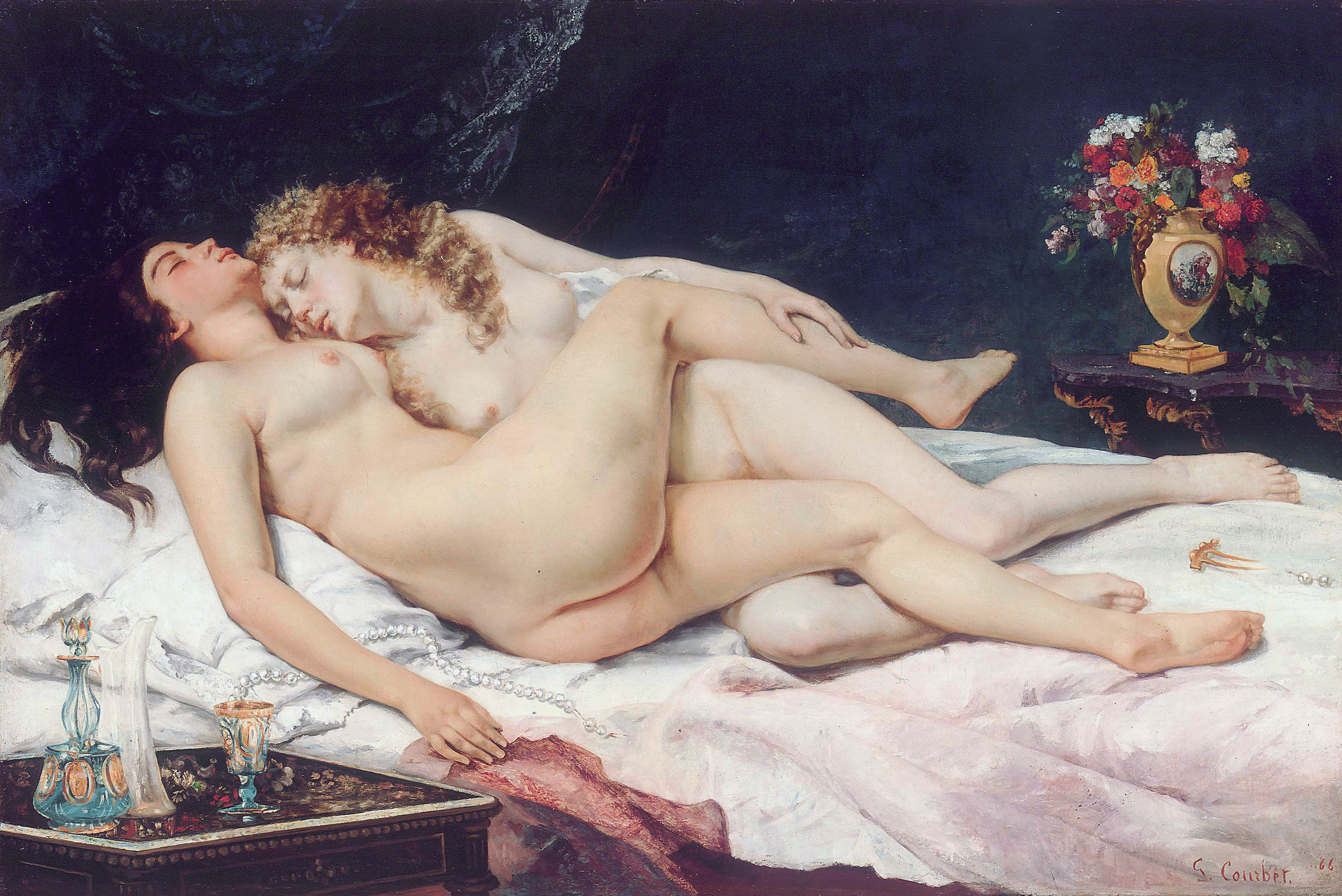
Gustave Courbet : Le Sommeil (1866), huile sur toile, Petit Palais.

Après la parution des Poèmes saturniens, Verlaine se consacre à plusieurs projets simultanément. Tout en composant les poèmes de son futur recueil Fêtes galantes, il compose plusieurs poèmes dans d'autres genres, et il collabore au journal littéraire et satirique Le Hanneton, dirigé par Eugène Vermersch, où il publie le 8 août 1867 un sonnet intitulé « Sappho », à propos de la poétesse grecque antique de ce nom. 
Le recueil est imprimé en Belgique par l'éditeur bruxellois Auguste Poulet-Malassis, connu pour publier des écrits alors considérés comme licencieux, comme Les Fleurs du mal de Baudelaire. La plaquette est tirée à cinquante exemplaires dont huit, destinés à l'auteur, ne parviennent pas immédiatement à Verlaine, ayant été saisis par la douane à la frontière qu'ils devaient passer dans une expédition de contrebande ; Verlaine les récupère un peu plus tard au cours d'un voyage en Belgique. Le recueil est condamné à la destruction par le tribunal correctionnel de Lille le 6 mai 1868, en même temps qu'une cinquantaine d'ouvrages dont Les Épaves de Baudelaire, pour « outrages à la morale publique et religieuse ainsi qu'aux bonnes mœurs ». Poulet-Malassis lui-même n'est pas poursuivi en justice, mais le libraire bruxellois chargé de vendre le livre en France, Charles Sacré-Duquesne, est condamné par la justice à un an d'emprisonnement et à 2000 francs d'amende, tandis que son épouse est condamnée à quatre mois d'emprisonnement et 500 francs d'amende, le tout pour « colportage sans autorisation ». Un second tirage est malgré tout imprimé début 1869 avec de très légères corrections. En 1870, une deuxième édition puis une troisième édition paraissent, mais ce sont des contrefaçons auxquelles Verlaine n'a pas collaboré.
En 1872-1873, Verlaine pense à nouveau au recueil et demande à son éditeur et ami Edmond Lepelletier de les lui envoyer à Londres où il voyage avec Rimbaud ; mais son altercation avec le poète et sa condamnation à la prison l'empêchent de mener à bien ce qui était peut-être un projet de réédition. Un projet de réédition est lancé par son ami Léo d'Orfer en 1883, mais n'aboutit pas. Le recueil est finalement publié à nouveau en 1884, dans La Revue indépendante du mois d'octobre. Verlaine décide ensuite de regrouper les poèmes des Amies dans son recueil Jadis et naguère, mais ils n'y sont pas insérés, peut-être en raison des réticences de l'éditeur Léon Vanier ; c'est dans Parallèlement qu'elles sont finalement rééditées en 1889.

## Composition
Les Amies se compose de six sonnets : « Sur le balcon », « Pensionnaires », « Per amica silentia », « Printemps », « Été » et « Sappho ».

## Analyse
Les Amies relève de la poésie érotique féminine, sujet que Verlaine traite à nouveau par la suite avec les poèmes groupés sous le titre « Filles » dans Parallèlement en 1889 puis le recueil Femmes paru sous le manteau en 1890 qui est franchement pornographique. À l'époque où Verlaine publie Les Amies, la poésie érotique, notamment le thème du lesbianisme, n'est pas une nouveauté : des poèmes érotiques paraissent dans des recueils comme le Parnasse satyrique du XIXe siècle et le Nouveau Parnasse satyrique du XIXe siècle en 1864 et 1866.

## Quelques éditions
- Les Amies. Scène d’amour saphique, sonnets par le licencié Pablo de Herlagnez. Ségovie, [à Bruxelles, chez Vital Puissant, avec mentions fictives], 1871 — sans doute la 2e édition, clandestine et piratée.
- Les Amies - six sonnets consacrés aux amours saphiques, enrichi de dessins de Henri Farge gravés par Léon Marotte, Éditions A. Messein, 1921.
- Œuvres poétiques complètes, texte établi et annoté par Yves-Gérard Le Dantec, édition revue, complétée et présentée par Jacques Borel, Paris, Gallimard, « Bibliothèque de la Pléiade », 1962. Édition augmentée : 1989.
- Œuvres poétiques, textes établis avec chronologie, introduction, notes, choix de variantes et bibliographie par Jacques Robichez, Classiques Garnier, 1969. Édition revue : Dunod, Classiques Garnier, 1995.
- Fêtes galantes. La Bonne Chanson, précédées des Amies, édition critique établie, annotée et présentée par Olivier Bivort, Paris, Librairie générale française, Livre de poche classique, 2000.